# Cavia intermedia
Cavia intermedia és una espècie de mamífer rosegador de la família dels càvids. És endèmic de l'illa gran de l'arxipèlag Moleques do Sul (Brasil), on té una distribució de 4 ha, una de les més petites de qualsevol mamífer. Se sap molt poca cosa sobre el seu hàbitat i la seva història natural. La UICN el classifica com a espècie en perill crític perquè en queden pocs individus madurs (aproximadament 42). Es creu que podria estar amenaçat per la caça.